# 井崎脩五郎
井崎 脩五郎（いさき しゅうごろう、1947年7月23日 - ）は、日本の競馬評論家・コメンテーター。
東京都荒川区出身（長野県伊那市とする説あり）。本名は「布目 健二」（ぬのめ けんじ）。
父は浪曲奇術師の布目貫一。 
息子は芸能人キャスティング会社「クロスアイ」代表取締役の布目靖太郎。フジテレビ「めざましテレビ」にてディレクターを務めた後に、法人向けキャスティング部門の責任者を経て独立した。

## 来歴・人物
葛飾野高校卒業後は明治大学商学部に進学するが、在学中に人に勧められて初めて買った馬券が的中したのがきっかけで競馬にのめり込み、学費を全額ぶち込んだという伝説まである。フジテレビの競馬中継のADのアルバイトをしていた時に、タニノムーティエの勝った日本ダービーを中継車で見ていて感動し、専門紙記者を志す。
明治大学商学部中退後の1970年にホースニュース・馬へ入社し、後に広報部長となる。
本人曰くホースニュース社に入社できたのは親戚のコネであるという。井崎脩五郎の筆名は高校時代に同人誌に執筆した際に使用した名前に因んでいる。当初はデータ整理係をさせられていたが、後に予想班に転属されデータや語呂合わせ等を駆使したユニークな予想で話題を呼ぶ。パソコンが苦手で莫大な量の資料や書籍はすべて紙で保存しているという。
きっかけを作ったフジテレビの競馬中継には1983年からレギュラー解説者として出演。独特のデータ予想を駆使し、持ち前の明るくユニークな性格で人気を博している。2007年の『スーパー競馬』まではスタジオ解説のみであったが、2008年の『みんなのケイバ』ではスタジオと実況席解説も兼任していた。長年、フジテレビ競馬中継のメイン解説者として活躍していたが、2010年の『みんなのKEIBA』から、メイン解説者ではなくご意見番の立場として、これまでよりは一歩引いた立場となっている。かつてはタキシード姿で出演するのがトレードマークであったが、後にスーツでの出演となった。2020年以降は新型コロナウイルスの感染の防止の為、原則電話出演またはフジテレビお台場本社のスタジオから1人で出演となっていた。2023年からは新型コロナウイルスの5類移行に伴いスタジオ出演に復帰しているが、高齢のため夏競馬期間等は引き続きフジテレビお台場本社から1人で出演している。2024年は6月9日～30日の放送を体調不良で欠席したが、7月7日の放送から復帰している。フジテレビの競馬中継は、初期の『競馬中継』から『みんなのKEIBA』まで、5つのタイトルで放送されているが、5つ全てにレギュラー出演経験を持つのは井崎が唯一である。
また、世界の競馬珍話集（但し自身の創作も多い）や競馬をテーマにした小説を何冊か執筆しており、『週刊Gallop』（サンケイスポーツ）で小ネタ的競馬エピソードを連載中である。
豊富な知識は競馬だけにとどまらず、TBSテレビ→BS-TBS『噂の!東京マガジン』の“見出し評論家”など複数の評論家の肩書きで、幅広い分野で活躍している。
2007年には荒川区の観光大使に任命されている。
2008年2月19日に所属していたホースニュース・馬が事実上の廃刊となったため、その後はフリーランスとして活動している。
ホースニュース在籍中から、前述の『週刊Gallop』に加え東京中日スポーツ「井崎脩五郎の競馬探偵」など数多くの連載を持っているが、ホースニュース・馬の休刊に伴い同年4月から東京スポーツで予想コラム「そりゃホントか井崎亭」の連載を開始した。ただし、ホースニュース・馬在籍時のように全レースの予想が掲載されるわけではなく、当コラムにて掲載される井崎の予想はメインレースのみであり、東スポの馬柱には予想印は載らない。

## エピソード

### 競馬予想・評論
- データ予想に関しては「予想データは突き詰めていくと全ての馬が勝つ可能性があることになり、結局、最終的には自分に都合のいいデータを取捨選択することになる」と語っている。データ以外に馬名や枠連の数字やサインに関する造詣も深く、それに関する予想も数多く行うが、これは大学の先輩にあたる高本公夫の影響だという。

- 2000年にJRAが行なったキャンペーン「Dream Horses 2000」の著名人コメントにおいてはマルゼンスキーが最高の名馬だと答えている。

- ポリシーとして競馬関係者（調教師、騎手等）の友人は作らないようにしている。特定の競馬関係者と仲良くなると予想にしがらみが生じ、公平な予想が出来ないからとの理由である。

- 美浦トレーニングセンター、栗東トレーニングセンターには現在まで取材はおろか、訪問したことすら一度もない。

- 1999年、盛岡で行われたマイルチャンピオンシップ南部杯のイベントに出演したところ、予想に関して大川慶次郎との間で論争となり[5]、テレビ局側が放送を打ち切る事態にまで発展した。このことについて、大川は「テレビ局側にも怠慢がある」と非難している。

主な的中例
- 1986年有馬記念 - ◎ダイナガリバー
- 2005年皐月賞 - ◎ディープインパクト、○シックスセンス、▲アドマイヤジャパン
- 2005年宝塚記念 - ◎スイープトウショウ、○ハーツクライ[6]
- 2007年毎日王冠 - ◎チョウサン[7]
- 2007年阪神ジュベナイルフィリーズ - ◎トールポピー[7]
- 2007年有馬記念 - ◯マツリダゴッホー◎ダイワスカーレット[7]
- 2017年有馬記念 - ◎キタサンブラック、△クイーンズリング
- 2022年北九州記念 - ◎ボンボヤージ（単勝万馬券）

### その他
- 大学時代の須田鷹雄にライターデビューの口利きをしたことがあり、共著で書物を執筆することもある。須田との縁は長く、長男・次男の家庭教師をしたこともあったという（学生時代の著作では家庭教師のことも「副業」と書いている）。なお、須田のブログでは長男の家庭教師をしていた時期はすでに共著で「ウマ家」を書いていたころと記している[8]。
- 新潟競馬場近くにある島見浜をこよなく愛しており、新潟開催の折には浜茶屋で呑んでいるところを度々目撃されているほか、弟子の須田との雑誌での対談企画を同所で収録した事もある。新潟開催の『NSTスーパー競馬』予告CMでも井崎が島見浜を歩くバージョンが放映された事があり、「市報にいがた」第2006号では篠田昭新潟市長が、新潟市のおすすめスポットとして『競馬評論家の井崎脩五郎さんが「日本一の浜茶屋」と激賞する島見浜』を採り上げている[9]。
- 北区のうなぎ屋「一富士」[10]が行きつけの店であり、2011年から2013年、そして2017年以降の不定期単発番組であるグリーンチャンネル『井崎脩五郎のニッポン競馬史』の収録場所となった。
- 『ウイニングポスト』シリーズ（コーエー）に「井坂脩三郎」なる井崎をモデルにしたと思しきキャラクターが登場しているが、これについて井崎は須田との対談集[11]の中で「日本酒2本持ってきてくれればOK。吟醸酒なら1本でも可」と語っており、事実上使用を容認している。
- 2009年に井崎をモチーフとするキャラクター「シューゴロー」が作られ、東京競馬場のマナー啓発VTRや遊戯施設[12]に使用されている。名馬と妖怪馬の血を引くという設定[13]で、『ゲゲゲの鬼太郎』のキャラクターとも共演している。

## 出演番組

### 現在
- 噂の!東京マガジン（TBS→BS-TBS、森本毅郎休暇時は代理総合司会）
- みんなのKEIBA（フジテレビ）

### かつて出演していた番組
- おそく起きた朝は…（フジテレビ）
- 競馬中継→チャレンジ・ザ・競馬→スーパー競馬→みんなのケイバ（フジテレビ、番組終了）
- うまなりクン→あしたのG（フジテレビ、番組終了・うまなりクンでは丼崎脩五郎として出演）
- 梶原しげるの本気でDONDON（文化放送、番組終了）
- 井崎脩五郎の一番人気（JFN、番組終了）
- 酔いどれない競馬（フジテレビ739、番組終了）
- オールスター感謝祭（TBS）
- おしゃべりクイズ疑問の館（NHKラジオ第1、不定期ゲスト）
- 井崎脩五郎のニッポン競馬史（グリーンチャンネル）

## 著書
- 『アオよ走れ 競馬を馬券以上に楽しむ方法』白夜書房, 1982.12
- 『競馬博士の話のタネ馬馬鹿ばなし』リイド社, 1986.4
- 『小説・競馬必勝法 奇想天外競馬小説 (Futaba novels) 双葉社, 1987.9 のち文庫
- 『嘘つけ、とデータは言った』はまの出版, 1988.12
- 『小説・日本競馬界 ユニークなおウマの話 (Futaba novels) 双葉社, 1989.10 のち文庫
- 『100%井崎脩五郎! 知らなきゃ大損!競馬博士のとっておきウンチク話』(21世紀ポケット) 主婦と生活社, 1990.12
- 『読む競馬 おもしろ競馬エッセイ集』ミデアム出版社, 1990.4 のち双葉文庫
- 『読む競馬 続』ミデアム出版社, 1990.6 のち双葉文庫「読む競馬２」
- 『井崎脩五郎の競馬探偵 こんな気楽に馬券が取れていいのかな (ブックマンワクワクブックス) ブックマン社, 1990.8
- 『読む競馬 続々』ミデアム出版社, 1991.1 のち双葉文庫「読む競馬３」
- 『考える競馬 井崎脩五郎の競馬探偵 なぜこんなに馬券が当たってしまうんだろう! 平成3年』ブックマン社, 1991.4
- 『当たり馬券を買おう 脩五郎のケイバ新理論』(Futaba books) 双葉社, 1991.4 「競馬進化論」双葉文庫) 1993.10
- 『万三ばなし 万三とは千三の上をいく大嘘のこと (Futaba books) 双葉社, 1991.8
- 『競馬の楽しみ方 ビギナーのための入門講座』講談社カルチャーブックス 1992.4
- 『そして読む競馬 泣くな馬券よ!』ミデアム出版社, 1992.6
- 『馬が舞う 競馬小説集』双葉社, 1993.11
- 『幸運は駿馬のたてがみ』双葉社, 1993.7 「馬には馬の夢がある」(双葉文庫) 1998.1
- 『そのまま!読む競馬 はずれ馬券にゃコクがある』ミデアム出版社, 1994.10
- 『青年老いやすくギャンブル成りがたし』双葉社, 1994.3
- 『井崎脩五郎の快楽サラリーマン講座』同文書院, 1995.11
- 『脩五郎のウソつき!』イースト・プレス, 1995.4
- 『シューゴローの競馬大全』双葉社, 1996.7
- 『井崎脩五郎の競馬探偵』光栄, 1996.7
- 『超サラリーマン法』同文書院, 1997.1
- 『馬の耳に真珠』毎日新聞社, 1997.5 のち文春文庫
- 『楽聖ベートーベンの丁半 賭けは人間の本能である』双葉社, 1997.7
- 『そのとき読む競馬 競馬ウンチク集』ミデアム出版社, 1997.7
- 『予想の罪と馬券の罰 (読む競馬 7)』ミデアム出版社, 1999.9
- 『名馬の記録名馬の記憶』正続 ミデアム出版社, 2003
- 『4ページ小咄 井崎脩五郎のおもしろイイ!話』双葉文庫 2012.12

### 共著編・監修
- 『その名はサラブレッド』編. 福武書店, 1989.8
- 『スーパーウルトラ馬券大作戦 エンジョイ競馬1990 (Rakuda books) 高本公夫共著. 日本文芸社, 1990.10
- 『超ウルトラ馬券大作戦 エンジョイ競馬1990 (ラクダブックス) 高本公夫共著. 日本文芸社, 1990.4
- 『ウルトラ馬券大作戦 1991・秋季版 (Rakuda books) 高本公夫共著. 日本文芸社, 1991.10
- 『ちょっとウマい話 アッ!と驚く、うんチキ競馬』沼田清まんが, ワニマガジン社, 1991.11
- 『必殺ウルトラ馬券大作戦 エンジョイ競馬1991』高本公夫共著. 日本文芸社, 1991.4
- 『当たり馬券がとまらない』鈴木淑子共著. ブックマン社, 1991.6
- 『ウルトラ馬券大作戦 1992・秋季版 (Rakuda books) 高本公夫共著. 日本文芸社, 1992.10
- 『当印馬券英雄ただいま参上!』秋月薫共著. 東邦出版, 1992.10
- 『当印街の馬券師大激白 万馬券ワシづかみ』武一彦ほか共著. 東邦出版, 1992.11
- 『ウルトラ馬券大作戦 1992・春季版 (Rakuda books) 高本公夫共著. 日本文芸社, 1992.4
- 『「ウマ家」でわかる馬ゴコロ 競馬連戦連笑 血統よりバカ面白い一族研究』須田鷹雄共著. ワニブックス, 1993.10
- 『ウルトラ馬券大作戦 1993・春季版 (Rakuda books) 高本公夫共著. 日本文芸社, 1993.3
- 『ウルトラ馬券大作戦 1993・下半期 (Rakuda books) 高本公夫共著. 日本文芸社, 1993.9
- 『ウルトラ馬券大作戦 1994・上半期 (Rakuda books) 高本公夫共著. 日本文芸社, 1994.3
- 『「もしも」で変わるウマ人生 大逆転の競馬シミュレーション 競馬連戦連笑2』須田鷹雄共著. ワニブックス, 1994.3
- 『競馬鹿対談』立川末広共著. ミデアム出版社, 1994.5
- 『ウルトラ馬券大作戦 1994・下半期 (Rakuda books) 高本公夫共著. 日本文芸社, 1994.9
- 『GⅠウンチキ予想16番勝負 土曜は天国、日曜は地獄 競馬連戦連笑4』須田鷹雄共著. ワニブックス, 1995.4
- 『ウルトラ馬券大作戦 1995・下半期 (Rakuda books) 高本達矢共著. 日本文芸社, 1995.9
- 『ウルトラ馬券大作戦 1996・上半期 (Rakuda books)高本達矢共著. 日本文芸社, 1996.3
- 『クラシック96ダービー馬を探せ』丹下日出夫共著. 毎日コミュニケーションズ, 1996.3
- 『井崎脩五郎の中央競馬クラシック96』丹下日出夫共著, ノーボ 編. 毎日コミュニケーションズ, 1996.3
- 『新「ウマ家」の謎 メジロ家・エア家ほか最新オモシロお家事情』須田鷹雄共著. ザ・マサダ, 1998.11
- 『珍馬怪記録うま大全 偉大なるウラ名馬・穴騎手徹底ガイド (ザ・マサダ競馬books) 須田鷹雄共著. ザ・マサダ, 1999.8
- 『「最重要ウマ問題」裏議事録 21世紀の競馬が見える爆笑大討論 (ザ・マサダ競馬books) 須田鷹雄共著. ザ・マサダ, 2000.6
- 『完全「ウマ家」大事典 テイエム家・アグネス家ほか一族大研究』須田鷹雄共著. 廣済堂出版, 2001.6 「「ウマ家」でわかるウラ競馬」廣済堂文庫. ヒューマン文庫)
- 『この「ウマ家」がスゴい! トウショウ家・マイネル家ほか「一族研究」最新事典 (廣済堂・競馬コレクション) 須田鷹雄共著. 廣済堂出版, 2005.11
- 『60YEARS名馬伝説 スーパーホースたちの栄光と遺産 JRA60周年記念』監修. トレンドシェア, 2014

## 映像
- 「井崎脩五郎が選ぶ これは凄い!」シリーズ（文藝春秋／ポニーキャニオン、1993年?）
- 20世紀の名勝負100（ポニーキャニオン、2002年）

## ゲーム
- 井崎脩五郎の競馬必勝学（ファミリーコンピュータ、イマジニア、1990年）
- ダービー馬をつくろう!5（PlayStation 2、セガ、2006年） - 解説者役で出演。